# Manoir de Froidefontaine
Le manoir de Froidefontaine ou château-ferme de Froidefontaine est un immeuble classé situé dans le hameau de Barsy faisant partie de la commune de Havelange en Belgique (province de Namur). 

## Localisation
Le manoir est situé à l'ouest du hameau condrusien de Barsy à une altitude de 290 m, sur un coteau bien exposé. Le manoir et la ferme adjacente se trouvent au centre d'un domaine agricole de 50 ha.

## Historique
Le manoir est daté de 1581 par la présence d'ancres à l’étage. Une poutre de cave portant l'inscription : THOMAS NASSONESIS 1601  témoigne de quelques modifications intervenues deux décennies plus tard.  Par la suite, la demeure est complètement réaménagée en 1756 et 1757 dans un style classique comme en témoignent trois dates sur une traverse et deux linteaux.
La ferme possède dans son portail d'entrée une dalle aux armes martelées reprenant la date de 1666. Ensuite, l'exploitation agricole s'agrandit au fil des siècles suivants pour former une ferme en carré reliée initialement au manoir par un pont-levis.  
.

## Description

### Le manoir
Le manoir est composé de deux bâtiments distincts parallèles et distants entre eux d'environ 7 m. Ils sont séparés par une petite cour intérieure. Ces deux bâtisses sont construites en moellons de pierre calcaire sur une longueur d'environ 15 mètres et possèdent chacune une tour d'angle circulaire. Le bâtiment principal est situé au sud-ouest, à proximité du portail d'entrée sud de la ferme. Le second bâtiment, plus étroit, est qualifié de dépendance. Ces deux constructions sont entourées de douves toujours sous eau. Un pont remplaçant un ancien pont-levis permet d'accéder au manoir par le nord-ouest via le porche d'entrée et la cour de la ferme. Le manoir de deux niveaux séparés par un bandeau possède une haute toiture en ardoises percée de lucarnes. Les baies vitrées possèdent des linteaux bombés et à clé décorés en façade d’un motif de style Louis XV. Les deux tours circulaires, l'une de trois niveaux dressée à l'ouest du bâtiment principal et l'autre à l'est de la dépendance, sont surmontées d'une toiture octogonale en ardoises.

### La ferme
Construction moins homogène, la ferme est dominée au nord-est par une tour-porche de trois niveaux sous une toiture d'ardoises à quatre pans dont les traces d’un ancien pont-levis et les arquebusières témoignent du caractère défensif des lieux. Cet ancien pont-levis suggère que des douves beaucoup plus étendues que les actuelles devaient à l'époque entourer la ferme et le manoir.

## Classement et protection
Le manoir de Froidefontaine à Barsy à savoir le manoir proprement dit, les douves, le pont et la tour-porche, l'ensemble des bâtiments coloriés en hachuré sur le plan (EA) ainsi que l'ensemble formé par les bâtiments et les terrains environnants et une zone de protection établie autour du site sont repris depuis le 16 juin 1992 sur la liste du patrimoine immobilier classé de Havelange.

## Activités
La ferme de Froidefontaine est une coopérative agricole, écologique et didactique reprenant diverses activités liées à l'agriculture, des séjours nature ou une cidrerie. Des visites y sont organisées.

### Sources et liens externes
- Site de la ferme de Froidefontaine
- Site de la Cidrerie du Condroz